# آنتوان ژان باپتیست
آنتوان ژان باپتیست (انگلیسی: Antoine Jean-Baptiste؛ زادهٔ ۲۰ ژانویهٔ ۱۹۹۱) بازیکن فوتبال اهل فرانسه است.
از باشگاه‌هایی که در آن بازی کرده‌است می‌توان به اشاره کرد.
وی همچنین در تیم ملی فوتبال مارتینیک بازی کرده‌است.